# Heinrich IV. von Kuenring-Weitra

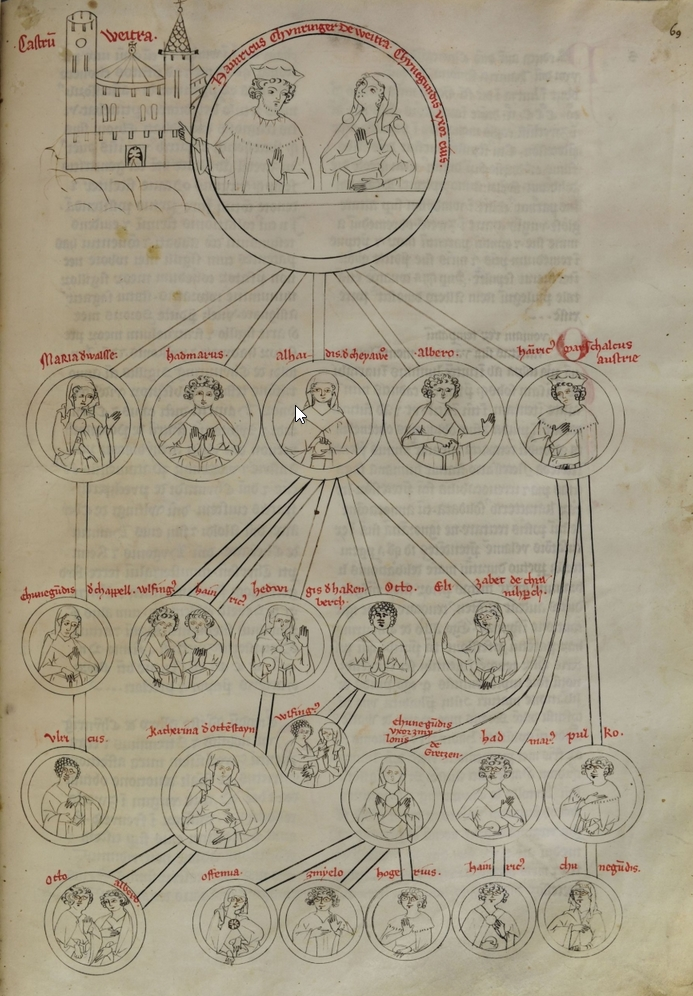
Stammbaum von Heinrich IV. von Kuenring-Weitra, Bärenhaut, fol. 69r, Federzeichnung 14. Jahrhundert

Heinrich IV. von Kuenring-Weitra (* um 1220; † 12. Mai 1293) war ein Ministerialadeliger in Ostarrîchi aus dem Geschlecht der Kuenringer.

## Leben
Der urkundlich 1240 erstmals erwähnte Heinrich IV. wurde vermutlich nicht vor 1220 als jüngerer Sohn Hadmars III., der auch „Hund“ von Kuenring genannt wird, geboren. Nachdem die Söhne seines Onkels Heinrich III. ohne Erben gestorben waren, führte er gemeinsam mit seinem Bruder Albero V. die Familientradition fort, wobei es zur Aufteilung der Interessenschwerpunkte zwischen den Brüdern kam: Die Schwerpunkte von Heinrich wurden das nördliche Waldviertel mit dem Zentrum Weitra, die Linie nannte sich seit 1251 „Kuenring-Weitra“, während Albero Dürnstein mit den Besitzungen an der Donau und in der Wachau sowie die Städte Zwettl und Zistersdorf bekam. Seine Linie nannte sich fortan „Kuenring-Dürnstein“. Seit etwa 1250 spricht man daher von einer Linie Weitra-Seefeld und einer Dürnsteiner Linie. Allerdings kam es nie zu einer Realteilung, sondern es übernahm meist ein Mitglied des Geschlechtes die Führungsrolle.
Im Laufe des 13. Jahrhunderts waren die Kuenringer von Ministerialen des Landesfürsten zu Ministerialen des Landes („ministeriales Austriae“) geworden, die Garanten für die Kontinuität des Landes waren. Heinrich und sein Bruder Albero
knüpften enge Beziehungen zum steirischen und mährischen Adel und gehörten als Landesherren zur adeligen Führungsschicht des Landes.
Heinrich konzentrierte sich auf die Entwicklungsmöglichkeiten im Norden, die sich durch die Personalunion mit Böhmen ergaben, und knüpfte enge Beziehungen zum böhmischen Adel. Als 1251 der böhmische Kronprinz Ottokar II. Přemysl als Landesfürst ins Land geholt wurde, benötigte er für seine Landesherrschaft die Landesherren, wobei die Kuenringer zu seinen mächtigsten Stützen gehörten. Heinrich war oberster Marschall und erhielt vom böhmischen König zudem Titel und Würde eines Zupan (Burggrafen). Er war mit Kunigunde von Dobra (?) verheiratet und hatte fünf Kinder.
Nach dem Tod von Albero im Jahre 1260 übernahm Heinrich die Führungsrolle des Hauses. Während sich seine drei Neffen aus der Dürnsteiner Linie König Rudolf I. von Habsburg anschlossen, blieb Heinrich ein treuer Gefolgsmann von König Ottokar. Von Ottokars Herrschaft und aufgrund ihrer Schlüsselstellung an und jenseits der Grenze und ihren engen böhmischen Beziehungen profitierte die Weitraer Linie der Kuenringer. Der älteste Sohn von Heinrich, Heinrich V., heiratete 1275 Elisabeth, eine uneheliche Tochter König Ottokars, und schloss damit die bis dahin ranghöchste Ehe eines Kuenringers.
Heinrich unterwarf sich zwar 1276 nach dem Sieg Rudolfs im ersten Feldzug gegen Ottokar II., hielt aber seine Verbindung mit Ottokar aufrecht. Als sich herausstellte, dass er und sein Sohn gegen König Rudolf konspirierten, verloren sie vor der Schlacht auf dem Marchfeld 1278 Amt und Besitz und flohen ins Exil, wo beide starben. Mit ihrer Flucht begann sich das „Kuenringerreich“ im Waldviertel aufzulösen.